# Paavonsaari (ö i Kajanaland)
Paavonsaari är en ö i Finland. Den ligger i sjön Kuusijärvi och i kommunen Kuhmo i den ekonomiska regionen  Kehys-Kainuu  och landskapet Kajanaland, i den östra delen av landet, 500 km nordost om huvudstaden Helsingfors. Öns area är 0,3 hektar och dess största längd är 120 meter i sydöst-nordvästlig riktning.